# The Confidence Man JP: Princess
The Confidence Man JP: Princess (コンフィデンスマンJP プリンセス編?) è un film del 2020 diretto da Ryo Tanaka e tratto dalla serie televisiva The Confidence Man JP.

## Trama
In seguito alla morte del ricchissimo Raymond Fuu, Dako, Boku e Richard mettono in scena un astuto piano per ottenere il denaro della sua eredità.